# Liste der Naturdenkmale in Albershausen
| Naturdenkmale | Anzahl |
| ------------- | ------ |
| FND           | 0      |
| END           | 3      |
| Gesamt        | 3      |

Die Liste der Naturdenkmale in Albershausen nennt die verordneten Naturdenkmale (ND) der im baden-württembergischen Landkreis Göppingen liegenden Gemeinde Albershausen. In Albershausen gibt es insgesamt drei als Naturdenkmal geschützte Objekte, keines ist ein flächenhaftes Naturdenkmal (FND), alle sind Einzelgebilde-Naturdenkmale (END).
Stand: 31. Oktober 2016.

## Einzelgebilde (END)
| Name                     | Bild | Kennung     | Einzelheiten | Position | Fläche Hektar | Datum         |
| ------------------------ | ---- | ----------- | ------------ | -------- | ------------- | ------------- |
| 1 Linde, Gemeindeländer  | BW   | 81170030002 | Albershausen | ⊙        | 0,0           | 22. Okt. 1984 |
| 1 Linde im Allemend      | BW   | 81170030003 | Albershausen | ⊙        | 0,0           | 22. Okt. 1984 |
| 1 Winterlinde am Morgen  | BW   | 81170030001 | Albershausen | ⊙        | 0,0           | 22. Okt. 1984 |
| Legende für Naturdenkmal |      |             |              |          |               |               |